# MA 2412
MA 2412 ist eine österreichische Sitcom, die von 1998 bis 2002 im Auftrag des ORF von der MR Film produziert wurde. Sie behandelt auf satirische Weise am Beispiel des fiktiven Wiener Amtes für Weihnachtsdekoration den Alltag der österreichischen Bürokratie.

## Handlung und Hauptcharaktere
Der Name spielt auf die Magistratsabteilungen der Stadt Wien an, die mit MA gefolgt von einer zweistelligen Zahl bezeichnet werden. Die für die Serie geschaffene Bezeichnung MA 2412 ist das für die Zulassung von Weihnachtsdekoration aller Art zuständige „Amt“ und hat seinen Namen offensichtlich vom 24. Dezember. Die Serie ist eine Parodie auf das Amtswesen im Allgemeinen und das österreichisch-wienerische Amtswesen im Besonderen. Sie zitiert so ziemlich alle gängigen Klischees über Ämter, Beamte und allgemein Menschliches, insbesondere:
- Parteienverkehr: Parteien (Antragsteller) dürfen, wie in der Realität, nur zu gewissen Amtszeiten verkehren, was in der Serie jedoch satirisch überspitzt wird: Amtszeiten der MA 2412 hängen von der (stets mangelnden) Lust und Laune oder auch nur der Anwesenheit der Beamten ab. Die Parteien haben keinerlei Rechte, wie in der österreichischen Verwaltung eigentlich vorgesehen, sondern werden zu Bittstellern degradiert.
- Lange Wartezeiten: Vor dem Zutritt zum Büro muss enorm lange gewartet werden. Der Ordnung halber sind in österreichischen Ämtern gängige Wartenummern (in der Serie: Startnummern von Rennläufern) verpflichtend vorgesehen. Die Wartezeiten in der MA 2412 suchen jedoch ihresgleichen, denn die Startnummern in der Serie beginnen nicht mit 1.
- Unzuständigkeit: Das Weiterschicken von „Parteien“ wird auch hier überzeichnet. Da Hr. Weber beispielsweise mangels Schulung nicht berechtigt ist, einen bestimmten Stempel zu benutzen, schickt er die Partei weiter zu seinem Vorgesetzten und am gegenüber liegenden Schreibtisch sitzenden Herrn Ingenieur Breitfuss, bei dem neuerlich gewartet werden muss.
- Unfreundlichkeit: Parteien werden schikaniert, auch beleidigt; sie sind aber wehrlos, weil sie auf die Ausstellung oder Bearbeitung eines bestimmten Formulars angewiesen sind.
- Amtsmissbrauch: Wenn die Beamten einmal dazu gewillt sind, einen Antrag zu stempeln, nehmen sie von den Parteien nicht selten Schmiergeld oder sonstige Aufmerksamkeiten, meistens in Form von Spirituosen, was dann gerne als Gegenleistung für eine Bearbeitung bezeichnet wird.
- Arbeitseifer: Während der Dienstzeit wird, Büroarbeit ausgenommen, so ziemlich alles gemacht: Modellbau, Lektüre erotischer Männerzeitschriften, Privatgespräche auf Amtskosten, „Außendienst“ in Einkaufszentren, bürointerne Meisterschaften im Dartspiel werden abgehalten usw. Dass daneben, wie wohl in allen Büros, Konversation geführt, genörgelt oder gestritten wird, versteht sich.
- Sexismus: s. unten.

Die Hauptpersonen und Amtsleiter sind Ingenieure Breitfuss (der stets strikt auf seinem Titel beharrt) und Herr Weber. Beide sind Arbeitsmuffel und laufend damit beschäftigt, Parteien abzuweisen. Ein zwischenmenschliches Problem ist die gegenseitige Antipathie der einander gegenüber sitzenden Beamten. 
Herr Weber ist ein legerer jugendlicher Prolo, Macho und Schnösel, der zum Unmut seines spießigen älteren Vorgesetzten Pin-Up-Kalender an seinen Teil der Wand hängt. Außerdem ist er Auto-Fan, seine Lieblings- sowie einzigen Lektüren sind die Autorevue und der Playboy. Herr Weber hat seine Matura nach einer Lehre nachgeholt, was ihm von seinem Kollegen Breitfuss gerne vorgehalten wird.
Ing. Breitfuss ist ein verfressener, unattraktiver und dafür umso pingeligerer Toupetträger, der Prototyp eines Spießers, dessen einzige Leidenschaft, neben dem Verzehr von Schokoküssen der Marke Dickmanns, seine Modellautos sind, die er durchwegs während der Dienstzeit aus Baukästen zusammensetzt. Er hält penibel Ordnung auf seinem Schreibtisch und wirft Weber permanent Unordentlichkeit vor. Er neidet diesem seine Lockerheit und rächt sich, indem er sich durch seine Schulbildung als höhergestellt dünkt. Beide werden allerdings durch Herrn Claus (s. unten) verbessert und müssen an "Schulstunden" zum Thema teilnehmen.
Die beiden werden zum Trio durch den knackig-hübschen Blondinenwitz in Person von Frau Knackal. Die Sekretärin ist neben ihren Affären mit dem Senatsrat (bis zur Episode Tribunal mit dem diesen ersetzenden Obersenatsrat) während ihrer Dienstzeit hauptsächlich mit privaten Telefonaten beschäftigt. Jede Folge der Serie (mit Ausnahme der Folgen Sex, Karriere und Parkpickerl, Teil 2) beginnt mit einem Telefonat von Frau Knackal mit einer ihrer Freundinnen, meistens erwähnt sie im Zuge dessen auch ihr Mausezahndi gefolgt von der Erklärung, dass es sich um den Herrn Senatsrat bzw. den Herrn Obersenatsrat handelt. Meistens finden sich in diesem ersten Telefonat Anspielungen auf das Thema der jeweiligen Folge.
Graue Eminenz der Abteilung ist der scheinbar in der Kopierkammer lebende Herr Claus, der Weihnachtsmann persönlich, der das Treiben im Amt kennt, aber davon unberührt bleibt. Als stets korrekter, freundlicher, gutmütiger und hilfsbereiter Amtsdiener verweigert er keinen Auftrag, auch wenn dieser darin besteht, Webers Auto zu waschen (was dieser weidlich ausnützt). Der Durchblick und gelegentliche Rat des Herrn Claus sowie seine parapsychischen Fähigkeiten lassen die Abteilung überleben – jedenfalls bis zum Ende. Mitunter werden seine offiziellen Vorgesetzten von (und bei) ihm zum Nachsitzen vergattert. Des Weiteren verfügt er über Zauberkräfte, mit denen er den Beamten Breitfuss und Weber auch immer wieder aus der Klemme hilft. Seine Kräfte scheinen keinerlei Grenzen zu kennen (beispielsweise kann er teleportieren, Gegenstände schweben lassen und manipulieren, durch die Zeit reisen und funktionstüchtige Autos eines Modells erschaffen, wie in einigen Folgen zu sehen). Nur im Zustand geistiger Erregung verliert er die Fähigkeit dazu (Parkpickerl, Teil 1). In der Folge "Liebe" verliebt er sich unglücklich in ein lebensgroßes Osterhäschen (= eine Person in einem Hasenkostüm).
In Dialogen der Beamten fällt gelegentlich der Name Herr Löwy. Dieser ist eigentlich auch Beamter der MA 2412; er scheint aber niemals im Amt zu sein, da er stets auf „Außendienst“, „Urlaub“ oder „im Krankenstand“ ist. Er erschien nur in der Episode Karriere als Silhouette in einem von Ing. Breitfuss’ Träumen, und in der Episode Tag der offenen Tür stellte sich ein Mann Herrn Claus als Herr Löwy vor, der daraufhin aber auf wundersame Weise verschwand. Über Herrn Löwy ist daher nichts bekannt. 
Am 25. Dezember 2003 lief mit MA 2412 – Die Staatsdiener der Kinofilm an, mit dem die TV-Serie ihren Abschluss fand.

## Produktion

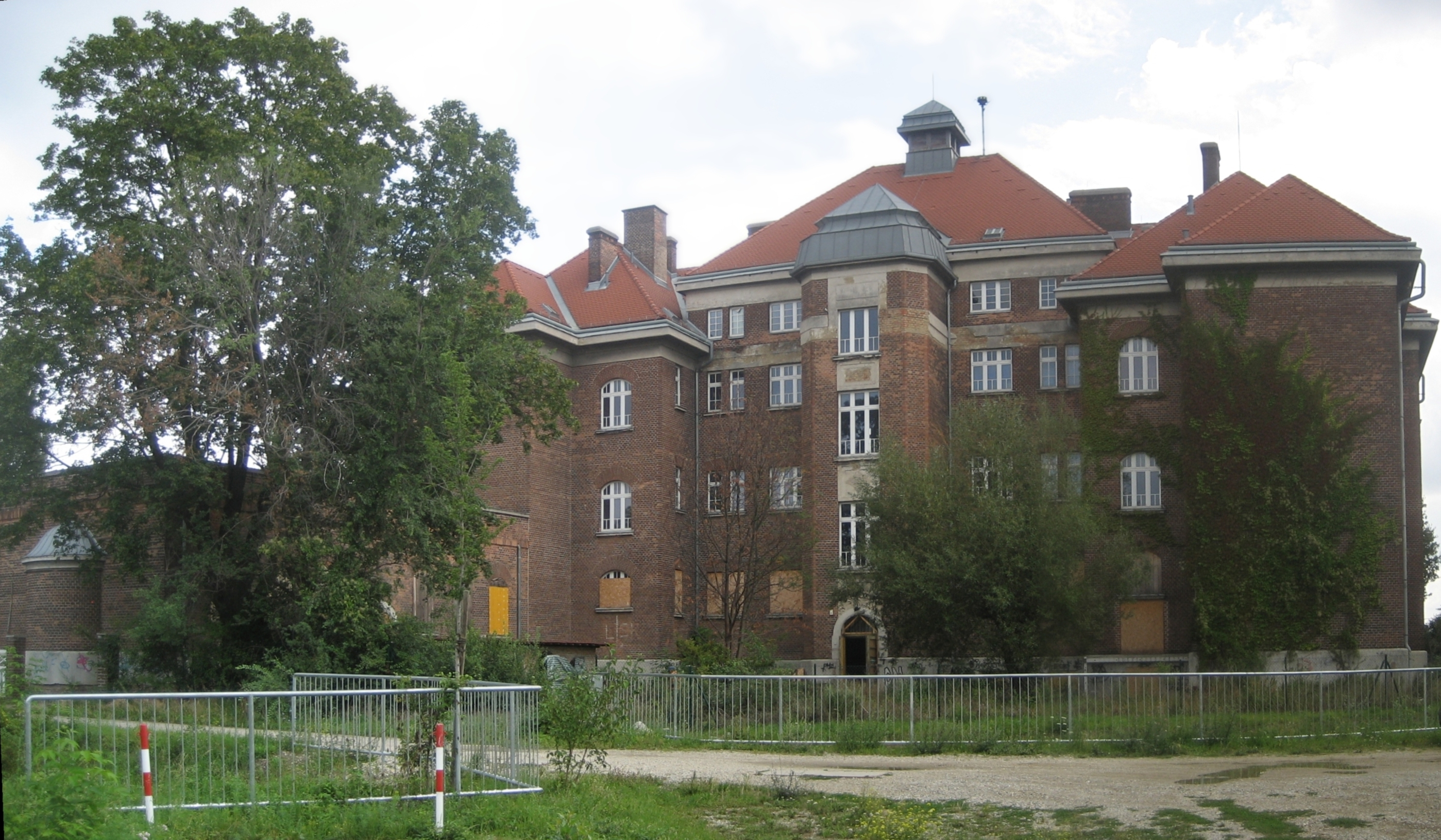
Das „Amtsgebäude“, in der Triester Straße 114 (vor der Revitalisierung)

Alle vier Staffeln mit insgesamt 34 Folgen wurden von der Wiener MR Film und unter der Regie von Harald Sicheritz hergestellt. Kamera führte bis zur neunten, vorletzten Folge der ersten Staffel Martin Stingl. Bei allen weiteren Folgen war Walter Kindler für die Kameraführung verantwortlich.
Die Innenaufnahmen entstanden in den Wiener Rosenhügel-Studios.
Für die Außenaufnahmen des Amtsgebäudes wurde eine 1913 errichtete Volksschule an der Triester Straße 114 verwendet. Die Schule wurde Anfang der 1970er Jahre geschlossen, danach und während der Filmaufnahmen stand das Gebäude leer. Nach einer umfassenden Renovierung wird das Gebäude seit 2013 von der Magistratsabteilung 49, dem Forstamt und Landwirtschaftsbetrieb der Stadt Wien, genutzt. Im Vorspann ist kurz der direkt am „Amtshaus Hinterhofstraße“ vorbeiführende Bahndamm der hier mehrgleisig geführten Donauländebahn erkennbar.

## Besonderheiten
Obwohl man die Serie im Großen und Ganzen als Sitcom getarnte zynische und ironische Parodie auf das österreichische Beamtentum verstehen kann und die meisten Episoden von Scherzen über miserable Behandlung vonseiten der Beamten oder Seitenhiebe auf amtliche Bräuche leben, gibt es einige nennenswerte und (vor allem für Sitcoms) außergewöhnliche Elemente:
Der Weihnachtsmann: Einer der Protagonisten ist, wie bereits erwähnt, der Weihnachtsmann, oder wie er in der Serie liebevoll genannt wird – Herr Claus. Wie Herr Claus zu den Beamten der MA 2412 stieß, wird erst im Kinofilm geklärt. In der Serie ist er bereits ein fest integriertes „Mitglied“ und darüber hinaus das einzig arbeitstüchtige. Herr Claus wird von seinen Kollegen – allen voran Herrn Weber – als Reinigungskraft missbraucht. Trotz seiner schlechten Behandlung und seiner Depressionen erklärt sich Herr Claus immer wieder gerne bereit, den Beamten zu helfen, indem er diesen Unterricht erteilt (die Herren Weber und Breitfuss drücken so nach dem Ertönen der Schulglocke wieder die Schulbank), ihnen mit seinen Zauberkräften Aufheiterung schenkt, eine Lehre erteilt oder sie aus der Misere rettet. Über Weihnachten ist Herr Claus logischerweise berufsbedingt anderwärtig beschäftigt.
Die Zeitreise: siehe oben (Die Folgen).
„Interaktivität“: Gelegentlich werden die Zuseher direkt in die Handlungen der Episode integriert, was sich dadurch bemerkbar macht, dass die Protagonisten plötzlich in die Kamera sehen und das Publikum direkt ansprechen. Besonders Herr Claus wendet sich den Zuschauern zu, um das letzte Wort zu sprechen; in Folge 31 (Kontrolle) wird besonders deutlich gemacht, dass sie von Filmkameras beobachtet werden und dass das Büro nur ein Studio ist.
Diese Elemente verleihen der Serie eine besondere Note und heben sie deutlich von Genrekollegen ab.

## Episoden
Alle 34 Episoden sortiert nach ORF-Erstausstrahlung (3sat- und VHS-/DVD-Reihenfolge weichen ab).

### Staffel 1
- 1.01: Der Akt (31.12.1998)
- 1.02: Fasching	 (31.12.1998)
- 1.03: Sucht	 (14.02.1999)
- 1.04: Meisterschaft	(21.02.1999)
- 1.05: Lotto	(28.02.1999)
- 1.06: Sex	 (07.03.1999)
- 1.07: Auto (14.03.1999)
- 1.08: Urlaub	(21.03.1999)
- 1.09: Karriere	 (28.03.1999)
- 1.10: Tribunal	 (11.04.1999)
- 1.11: Liebe	(25.04.1999)
- 1.12: Horror	(02.05.1999)

### Staffel 2
- 2.01: Freud	(17.03.2000)
- 2.02: Kebab	(24.03.2000)
- 2.03: Verwandlung	 (31.03.2000)
- 2.04: Der Vogel	(07.04.2000)
- 2.05: Körperkult	(14.04.2000)
- 2.06: Tag der offenen Tür	(28.04.2000)

### Staffel 3
- 3.01: Außendienst	(15.02.2001)
- 3.02: Geiselnahme	(15.02.2001)
- 3.03: Gemüse im Netz	(22.02.2001)
- 3.04: Hollywood	(22.02.2001)
- 3.05: Wissen ist Macht	 (01.03.2001)
- 3.06: Der Neue	(01.03.2001)
- 3.07: Parkpickerl (1)	(08.03.2001)
- 3.08: Parkpickerl (2)	(15.03.2001)

### Staffel 4
- 4.01: Weihnachten	(07.03.2002)
- 4.02: Geldrausch	(14.03.2002)
- 4.03: Zeitreise	(21.03.2002)
- 4.04: Wahlkampf	(28.03.2002)
- 4.05: Kontrolle	 (04.04.2002)
- 4.06: Totalschaden	(11.04.2002)
- 4.07: Talk-Show	(18.04.2002)
- 4.08: Das Ende	(25.04.2002)

### Specials
Die Specials erschienen nur auf VHS/DVD und wurden nicht im TV ausgestrahlt.
- Knackal Spezial
- Die ganze Wahrheit über MA 2412

## VHS und DVD
Alle Folgen von MA 2412 und auch der Kinofilm sind sowohl auf Video, als auch auf DVD erschienen.
VHS
Insgesamt erschienen auf zwölf VHS-Kassetten alle vierunddreißig Folgen, auf der Kassette 9 (Folgen 25+26) erschien das Knackal Spezial, auf der letzten Kassette (Folgen 33+34) erschien das Special Die ganze Wahrheit über MA 2412.
DVD
Auf insgesamt sieben DVDs erschienen alle Folgen, die Specials befinden sich hier auf der letzten DVD (Folgen 33+34). Außerdem gibt es auf den letzten 3 DVDs Was bisher Geschah-Specials, die Ausschnitte aus den Folgen der ersten 4 DVDs zeigen. Auf der fünften DVD sind die Folgen 25+26 als Specials angegeben – nicht als normale [?] Folgen.
Im Jahr 2005
wurde die „Collectors Edition“ MA 2412 – Der komplette Akt auf den Markt gebracht. Diese beinhaltet 7 DVDs mit allen 34 Folgen inkl. Specials. Dazu gibt es einen offiziellen MA 2412 Fan-Block samt Kugelschreiber.

## Weber & Breitfuß – Fortsetzung 2022
Anfang 2022 kündigte ORF-Generaldirektor Roland Weißmann in einem Interview mit der Kleinen Zeitung eine Fortsetzung an. Für eine Ausstrahlung in der Weihnachtszeit 2022 unter dem Titel Weber & Breitfuß wurden die zwei 46-minütigen Folgen Auf Reha und Beim Film mit den Darstellern der Originalserie gedreht. Wenig später bestätigte Alfred Dorfer die Arbeiten am Drehbuch.
Die Folge Beim Film entstand auf Burg Hardegg. Ende Mai 2023 starteten die Dreharbeiten zu den Folgen In der Politik und Im Wald unter der Regie von Peter Payer.
Folgen
| Nr. (ges.) | Nr. (St.) | Originaltitel | Erstausstrahlung A | Regie            | Drehbuch                       |
| --- | --------- | ------------- | ------------------ | ---------------- | ------------------------------ |
| 1 | 1         | Auf Reha      | 18. Dez. 2022      | Harald Sicheritz | Alfred Dorfer, Roland Düringer |
| Alfred Dorfer als Weber, Roland Düringer als Breitfuß, Nina Proll als Annabelle, Hannelore, Monica Weinzettl als Mentaltrainerin, Eva Billisich als Patientin Schlau, Johannes Silberschneider als Patient Oberschlau, Andrea Händler als Klinikchefin, Gregor Seberg als Chefarzt, Julia Edtmeier als Pflegerin, David Jakob als Pfleger, Roland Penzinger als Patient Kratochwil, Robert Blöchl als Bewegungstherapeut |           |               |                    |                  |                                |
| 2 | 2         | Beim Film     | 18. Dez. 2022      | Harald Sicheritz | Alfred Dorfer, Roland Düringer |
| Alfred Dorfer als Weber, Roland Düringer als Breitfuß, Nina Proll als Chef-Maskenbildnerin, Monica Weinzettl als Vampirin, Andrea Händler als Regieassistentin, Anton Noori als Regisseur, Julia Edtmeier als Garderoberin, David Jakob als Autogrammjäger, Roland Penzinger als Dracul, Raphael von Bargen als SFX Chef, Angelika Strahser als Komparserie-Chefin                                                       |           |               |                    |                  |                                |

Die beiden Episoden wurden bei Erstausstrahlung im ORF im Dezember 2022 von bis zu 1.038.000 und durchschnittlich 913.000 Zuschauern verfolgt, der Marktanteil betrug 29 Prozent. Auf Reha erreichte im Schnitt 994.000 Zuschauer bei einem Marktanteil von 31 Prozent, während die Folge Beim Film von 831.000 Personen gesehen wurde, bei einem Marktanteil von 27 Prozent. Anschließenden an die beiden Folgen wurde MA 2412-Filmgeschichte(n) mit einem Blick hinter die Kulissen gezeigt.
Auszeichnungen und Nominierungen
- 2023: Nominierung für den Fernsehpreis des Österreichischen Kabarettpreises[10]